# Hidroelektrarna Medvode
Hidroelektrarna Medvode (kratica HE Medvode) je ena izmed hidroelektrarn v Sloveniji. Leži na reki Savi. Spada pod podjetje Savske elektrarne Ljubljana. 

## Zgodovina
Gradnja se je pričela leta 1947, pri čemer so pri gradnji sodelovali tako slovenski kot jugoslovanski delavci ter tudi politični zaporniki. Poleg gradnje samega objekta hidroelektrarne in jezu so delavci zgradili še kompleks stanovanjskih objektov. Hidroelektrarna z jezom je bila postavljena leta 1953, ko je zaradi dviga gladine reke nastalo Zbiljsko jezero. Slavnostna otvoritev je potekala 1. avgusta, medtem ko je pričela hidroelektrarna delovati 1. decembra istega leta.